# Слободан Гавриловић (сликар)
Слободан Гавриловић (Београд, 26. април 1914 — Београд, 1993.) био је српски сликар, илустратор и професор ликовне уметности. 

## Биографија
Слободан Гавирловић је завршио Уметичку школу у Београду 1933. у класи Бете Вукановић и већ следеће године је излагао на Пролећној изложби у Уметничком павиљону Цвијета Зузорић. Усавршавао се 1936. у атељеу париског сликара Марсела Громера (фр. Marcel Gromaire) и тада се спријатељио са Бором Барухом. Студијска путовање одвела су га у Француску, Енглеску, Русију, Италију, Шпанију, Египат, Иран, Израел и друге земље. По повратку у Југославију Гавриловић се запослио као наставник цртања у школама у Београду и Шапцу, док је под псеудонимом упоредо објављивао у пожаревачком „Нашем листу“ цртеже и илустрације политичке садржине. Бавио се илустровањем дечјих књига и часописа („Полетарац“), као и израдом диа-филмова за децу. 
Бавио се педагошким радом, од 1939-42. био је наставник реалке у Београду, од 1942-44. наставник у учитељској школи у Шапцу. Пред крај рата прикључо се Пропагадном одељењу Врховног штаба НОВ, у коме ће радити као илустратор до 1946. Као стални члан УЛУС-а, редовно је наступао на заједничким ликовним смотрама овог удружења од 1947. године. Стални посао добија као ликовни педагог 1955. у Основној школи „Свети Сава“ у Београду, где је и пензионисан 1964. године. Живео и радио у свом атељеу на Косанчићевом венцу 19 у Београду.

## Ликовно стваралаштво
Слободан Гавриловић је своју уметничку поетику засновао је на традицији београдске колористичке школе, која ће значајно одредити његов даљи сликарски пут. На Гавриловића је значајно утицао Урош Предић, који му је указао на основне вредности у сликарству, као што су јасноћа, мера и хармоније. Предићеве поуке данас су јасно видљиве у бројним Гавриловићевим минијатурним портретима његових савременика, насликаних у периоду од неколико деценија, као и у минијатурним портретима породичних родослова. Искуства стечена у првој фази стваралачке каријере Гавриловић би сусретом са париском уметничком климом средином тридесетих година прошлог века значајно обогатио. Бројне изложбе, сусрети и познанства са уметницима, кубистички женски актови које је видео у атељеу Марсела Громера, све је то снажно, сугестивно и подстицајно деловало на Гавриловића.